# تيري كينارد
تيري كينارد (بالإنجليزية: Terry Kinard)‏ هو لاعب كرة قدم أمريكية أمريكي، ولد في 24 نوفمبر 1959 في بيتبورغ في ألمانيا.

## وصلات خارجية
- تيري كينارد على موقع مرجع كرة القدم المحترفة.كوم (الإنجليزية)